# لورانس أودونيل
لورانس أودونيل (بالإنجليزية: Lawrence George O'Donnell)‏ هو عسكري أسترالي، ولد في 17 يناير 1933 في Quairading, Western Australia ‏ في أستراليا.